# Pico das Torres
Le Pico das Torres est le deuxième plus haut sommet de l'île de Madère. Il se trouve entre le Pico Ruivo et le Pico do Arieiro et culmine à 1 851 mètres d'altitude. La seule façon d'y accéder est par le sentier menant du Pico Ruivo au Pico do Arieiro.